# アンナ・キャンプ
アンナ・キャンプ（Anna Camp,  1982年9月27日 - ）は、アメリカ合衆国の女優である。

## 来歴
1982年、サウスカロライナ州エイキン生まれ。父親は銀行重役だった。小学2年生の頃から演技を経験しており、高校卒業後にノースカロライナの大学で本格的な演劇を学んだ。大学を卒業した後はニューヨークへ渡り、ブロードウェイなどの舞台でキャリアをスタート。2007年にはヴァネッサ・ウィリアムズ主演の『アンド・ゼン・ケイム・ラブ』で映画デビューも果たし、現在に至るまで着実にキャリアを築き上げている。2009年にテレビシリーズ『トゥルーブラッド』へ出演した際には他のキャストらと共に全米映画俳優組合賞アンサンブル賞にもノミネートされたほか、2012年に出演したミュージカル・コメディ『Pitch Perfect』では、共演したアナ・ケンドリックらと共にMTVムービー・アワード2013のミュージカル部門のミュージカルシーン賞を受賞した。

### 私生活
俳優のマイケル・モズリーと2010年に結婚したが、3年後の2013年に離婚している。
2016年、ピッチ・パーフェクトで共演した俳優のスカイラー・アスティンと結婚。2019年に離婚した。
彼女は2025年2月にTikTokのインタビューで「もう男性とはデートしない、女性と付き合っていて素晴らしい」と述べ、公開カミングアウトした。

## フィルモグラフィー

### 映画
| 年   | 邦題/原題                                                  | 役名                 | 備考 |
| ---- | ---------------------------------------------------------- | -------------------- | ---- |
| 2007 | アンド・ゼン・ケイム・ラブ And Then Came Love              | キッキ               |      |
| 2011 | ヘルプ 〜心がつなぐストーリー〜 The Help                   | ジョリーン・フレンチ |      |
| 2012 | ピッチ・パーフェクト Pitch Perfect                         | オーブリー・ポーゼン |      |
| 2015 | ピッチ・パーフェクト2 Pitch Perfect 2                      | オーブリー・ポーゼン |      |
| 2017 | ピッチ・パーフェクト3 Pitch Perfect 3                      | オーブリー・ポーゼン |      |
| 2017 | アメリカで最も嫌われた女性 The Most Hated Woman in America | ラッツ先生           |      |
| 2020 | ラブバード The Lovebirds                                   | エディ               |      |
| 2020 | デスペラードス 〜崖っぷち女子旅〜 Desperados               | ブルック             |      |

### テレビ
| 年          | 邦題/原題                                  | 役名                     | 備考                                          |
| ----------- | ------------------------------------------ | ------------------------ | --------------------------------------------- |
| 2008        | カシミアマフィア Cashmere Mafia            | ブルック・アダイル       | 1エピソード                                   |
| 2009        | ザ・オフィス The Office                    | ペニー・ビーズリー       | 2エピソード                                   |
| 2009        | Glee/グリー Glee                           | キャンディス・ダイストラ | 1エピソード                                   |
| 2009 - 2014 | トゥルーブラッド True Blood                | サラ・ニューリン         | シーズン2, 6 - 7: メインキャスト 23エピソード |
| 2010        | NUMBERS 天才数学者の事件ファイル Numb3rs   | スージー・ダーク         | 1エピソード                                   |
| 2010        | コバート・アフェア Covert Affairs          | アシュリー・ブリッグス   | 1エピソード                                   |
| 2010        | マッドメン Mad Men                         | ベサニー・ヴァンナイズ   | 3エピソード                                   |
| 2011 - 2012 | グッド・ワイフ The Good Wife               | ケイトリン・ダーシー     | 8エピソード                                   |
| 2013        | VEGAS/ベガス Vegas                         | ヴァイオレット・ミルズ   | 4エピソード                                   |
| 2013        | ママと恋に落ちるまで How I Met Your Mother | キャシー                 | 2エピソード                                   |

## 参照
1. ↑  http://m.chronicle.augusta.com/obituaries/2010-09-06/ike-camp-camden-sc
2. 1 2  “Anna Camp Biography”. 2014年6月27日閲覧。
3. ↑  “あの二人が！『ピッチ・パーフェクト』キャスト同士が結婚”. シネマトゥデイ. (2016年9月13日) 2016年9月13日閲覧。
4. ↑  “『ピッチ・パーフェクト』カップルが離婚を発表”. MTV Japan. (2019年4月22日) 2019年7月25日閲覧。
5. ↑  “アンナ・キャンプ、公開カミングアウト後にパートナーのジェイド・ウィップキーとレッドカーペットデビュー” [Anna Camp makes red carpet debut with partner Jade Whipkey after coming out] (英語). PinkNews (2025年6月20日). 2025年6月22日閲覧。